# Canton de Port-Louis
Le canton de Port-Louis est une ancienne division administrative française, située dans l'arrondissement de Lorient, le département du Morbihan et la région Bretagne.
L'ensemble des villes du canton se situe à l'est de la Rade de Lorient et au bord de l'océan Atlantique.
Il est inclus dans la Deuxième circonscription du Morbihan.

## Composition
Le canton de Port-Louis regroupait les communes suivantes :
| Nom                    | Code Insee | Intercommunalité         | Superficie (km2) | Population (dernière pop. légale) | Densité (hab./km2) |
| ---------------------- | ---------- | ------------------------ | ---------------- | --------------------------------- | ------------------ |
| Port-Louis (chef-lieu) | 56181      | CA Lorient Agglomération | 1,07             | 2 644 (2014)                      | 2 471              |
| Gâvres                 | 56062      | CA Lorient Agglomération | 1,88             | 701 (2014)                        | 373                |
| Kervignac              | 56094      | CC Blavet Bellevue Océan | 39,56            | 6 525 (2014)                      | 165                |
| Locmiquélic            | 56118      | CA Lorient Agglomération | 3,58             | 4 109 (2014)                      | 1 148              |
| Merlevenez             | 56130      | CC Blavet Bellevue Océan | 17,67            | 3 175 (2014)                      | 180                |
| Nostang                | 56148      | CC Blavet Bellevue Océan | 15,71            | 1 505 (2014)                      | 96                 |
| Plouhinec              | 56169      | CC Blavet Bellevue Océan | 35,58            | 5 301 (2014)                      | 149                |
| Riantec                | 56193      | CA Lorient Agglomération | 14,06            | 5 290 (2014)                      | 376                |
| Sainte-Hélène          | 56220      | CC Blavet Bellevue Océan | 8,08             | 1 187 (2014)                      | 147                |

Il englobait donc les cinq communes de la Communauté de communes de Blavet Bellevue Océan et les quatre de Lorient Agglomération situés à l'est de la rade.

## Représentation

### Conseillers d'arrondissement (de 1833 à 1940)
| Période                                  | Période      | Identité                          | Étiquette                   | Qualité |
| ---------------------------------------- | ------------ | --------------------------------- | --------------------------- | --- |
| 1833                                     | 1840 (décès) | Jean Marie Cougoulat (1794-1840)  |                             | Notaire à Port-Louis                                                                                        |
| 1840                                     | 1846 (décès) | Jean Lestrohan (1795-1846)        |                             | Cultivateur, maire de Riantec                                                                               |
|                                          |              |                                   |                             | |
| 1871                                     | 1877         | Jacques Le Borgne (1825-1901)     |                             | Maire de Plouhinec                                                                                          |
| 1877                                     | 1891 (décès) | Laurent-Victor Noël (1823-1891)   |                             | Négociant, maire de Groix                                                                                   |
| 1891                                     | 1904         | Charles Marie Romieux (1854-1907) | Républicain                 | Négociant, ancien maire de Groix                                                                            |
| 1904                                     | 1910         | Louis-Théophile Uhel              | Républicain antiministériel | Cultivateur, maire de Plouhinec                                                                             |
| 1910                                     | 1919         | Alexandre Georgeault              | Radical                     | Instituteur public, directeur de l'école de garçons de Locmiquélic                                          |
| 1919                                     | 1940         | Auguste Charrier                  | Radical                     | Maire de Port-Louis                                                                                         |
| 1940                                     |              |                                   |                             | Les conseils d'arrondissement ont été suspendus par la loi du 12 octobre 1940 et n'ont jamais été réactivés |
| Les données manquantes sont à compléter. |              |                                   |                             | |

### Conseillers généraux (de 1833 à 2015)
| Période | Période      | Identité                                                     | Étiquette                                               | Qualité |
| ------- | ------------ | ------------------------------------------------------------ | ------------------------------------------------------- | --- |
| 1833    | 1839         | François-Marie Le Toullec                                    |                                                         | Adjoint au maire de Port-Louis Juge de paix à Belle-Île |
| 1839    | 1849 (décès) | Augustin Lestrohan (1792-1849)                               |                                                         | Médecin de l'intendance sanitaire à Lorient |
| 1849    | 1852         | Hippolyte Thomé de Kéridec                                   | Droite légitimiste                                      | Propriétaire et magistrat Représentant du peuple (1849-1851, 1871-1876) Sénateur (1876-1878)                                                                        |
| 1852    | 1864 (décès) | Louis Pierre Auguste Thépault                                |                                                         | Médecin |
| 1864    | 1867         | Anatole Le Cam                                               |                                                         | Propriétaire à Port-Louis |
| 1867    | 1871         | Jean-Baptiste Guihéneuc (1831-1880) (gendre de L.Thépault)   |                                                         | Maire de Port-Louis |
| 1871    | 1883         | Vicomte Frédéric Marie de la Goublaye de Nantois (1835-1916) | Droite                                                  | Propriétaire, maire de Riantec |
| 1883    | 1923 (décès) | Jean-Louis Paubert                                           | Républicain                                             | Constructeur Maire de Port-Louis |
| 1924    | 1934 (décès) | Marcel Charrier                                              | Gauche radicale                                         | Industriel - Maire de Port-Louis Député (1928-1934) |
| 1934    | 1940         | Jean-Marie Le Nézet                                          | Rad.                                                    | Commerçant Maire de Plouhinec |
|         |              |                                                              |                                                         | |
| 1943    | 1945         | Marcel Bernadé                                               | ?                                                       | Maire de Riantec Nommé conseiller départemental en 1943 |
| 1943    | 1945         | Louis Le Léannec                                             |                                                         | Syndic régional de la corporation agricole Maire de Caudan Membre de la Commission administrative départementale (1940-1943) Nommé conseiller départemental en 1943 |
|         |              |                                                              |                                                         | |
| 1945    | 1967         | Adrien Charrier (1896-1980) (fils de M.Charrier)             | Union républicaine et résistante-Rad. puis RPF puis UNR | Représentant en huile de graissage de moteurs marins Maire de Port-Louis depuis 1934                                                                                |
| 1967    | 1973         | Yvonne Stéphan                                               | RI                                                      | Entrepreneur en bâtiment Député (1972-1978) Maire de Port-Louis |
| 1973    | 2011         | Aimé Kergueris                                               | UDF puis UMP                                            | Agriculteur Député (1978-1981 et 1983-2007) Maire de Plouhinec (1971-1995) Vice-Président du Conseil général                                                        |
| 2011    | 2015         | Jacques Le Ludec                                             | DVD                                                     | Retraité (profession libérale) Maire de Kervignac |

### Élections de mars 2011
Elles ont eu lieu les 20 et 27 mars 2011. L'élection au poste de Conseiller général du canton de Port-Louis a réuni sept candidats. L'ordre ci-dessous est celui du tirage au sort.

#### Les scores du premier tour
Source : Ouest France
| Parti politique | Parti politique | Candidat               | Voix | Voix  |
| Parti politique | Parti politique | Candidat               | #    | %     |
| --------------- | --------------- | ---------------------- | ---- | ----- |
|                 | Maj. dép.       | Adrien Le Formal       | 2389 | 21,75 |
|                 |                 | Alain Malardé          | 781  | 7,11  |
|                 | EÉLV - UDB      | Brigitte Pfeifer       | 735  | 6,69  |
|                 | FG              | Hervé Quentel          | 631  | 5,74  |
|                 | DVD             | Jacques Le Ludec       | 2443 | 22,24 |
|                 | PS              | Nathalie Le Magueresse | 2767 | 25,19 |
|                 | FN              | Michel Paulat          | 1238 | 11,27 |

| Inscrits       | Inscrits       | 22287 | 100,00 |
| Abstentions    | Abstentions    | 11132 | 49,95  |
| Votants        | Votants        | 11155 | 50,05  |
| Blancs et nuls | Blancs et nuls | 171   | 1,53   |
| Exprimés       | Exprimés       | 10984 | 98,47  |

Après ce 1er tour, Nathalie Le Magueresse (2 767), Jacques Le Ludec (2 443) et Adrien Le Formal (2 389) ont assez de voix pour être présents au second tour. Il était nécessaire de recueillir 12,5 % des inscrits (22 287) soit 1 783 voix. Adrien Le Formal, a décidé, comme prévu lors de la campagne, de se retirer au profit de Jacques Le Ludec.

#### Les scores du second tour
| Parti politique | Parti politique  | Candidat               | Voix | Voix  |
| Parti politique | Parti politique  | Candidat               | #    | %     |
| --------------- | ---------------- | ---------------------- | ---- | ----- |
|                 | Divers droite    | Jacques Le Ludec       | 5733 | 52,45 |
|                 | Parti socialiste | Nathalie Le Magueresse | 5198 | 47,55 |

| Inscrits       | Inscrits       | 22288 | 100,00 |
| Abstentions    | Abstentions    | 10771 | 48,33  |
| Votants        | Votants        | 11517 | 51,67  |
| Blancs et nuls | Blancs et nuls | 586   | 5,09   |
| Exprimés       | Exprimés       | 10931 | 94,91  |

Jacques Le Ludec (DVD) est élu Conseiller général du Canton de Port-Louis pour la période 2011-2014.

### Disparition du canton
Un nouveau découpage territorial du Morbihan entre en vigueur à l'occasion des élections départementales de 2015. Il est défini par le décret du 21 février 2014, en application des lois du 17 mai 2013 (loi organique 2013-402 et loi 2013-403).
En vertu de ce nouveau découpage, le canton de Port-Louis disparaît au profit des nouveaux cantons d'Hennebont et de Pluvigner.

## Démographie
| 1962   | 1968   | 1975   | 1982   | 1990   | 1999   | 2006   | 2011   | 2012   |
| ------ | ------ | ------ | ------ | ------ | ------ | ------ | ------ | ------ |
| 22 336 | 21 987 | 21 542 | 22 961 | 24 570 | 24 955 | 27 616 | 29 579 | 30 057 |